# Order Braterstwa i Jedności
Order Braterstwa i Jedności (serb.-chorw. Орден братства и јединства, Orden bratstva i jedinstva, słoweń. Red bratstva in enotnosti, mac. Орден братство и единство) – wysokie odznaczenie państwowe (order) Socjalistycznej Federalnej Republiki Jugosławii, podzielone na dwa stopnie.
Order został ustanowiony przez Josipa Broz Tito 15 sierpnia 1943 roku na mocy Dekretu „O odznaczeniach w Narodowej Armii Wyzwolenia Jugosławii”. 9 czerwca 1945 roku Prezydium Antyfaszystowskiej Rady Wyzwolenia Narodowego Jugosławii przyjęło Ustawę „O odznaczeniach i medalach Demokratycznej Federalnej Jugosławii”, zgodnie z którą utworzono dwa stopnie orderu.
Order Braterstwa i Jedności był przyznawany „za osobiste zasługi w poszerzaniu braterstwa między narodami i grupami etnicznymi, za kształtowanie i rozwój jedności politycznej i moralnej narodu”. 1 marca 1961 roku Ustawa „O odznaczeniach SFRJ” przyjęła ostateczną nazwę orderu. W hierarchii odznaczeń order I stopnia (Order Braterstwa i Jedności ze złotym wieńcem) zajmował 12. miejsce, a order II stopnia (Order Braterstwa i Jedności ze srebrnym wieńcem) – 21. miejsce.

## Odznaczeni
Ogółem orderem odznaczono 59 455 osób, z czego 3870 orderem ze złotym wieńcem, a 55 675 – orderem ze srebrnym wieńcem.